# Nowa Święta (osada leśna)
Nowa Święta – osada leśna w Polsce, położona w województwie wielkopolskim, w powiecie złotowskim, w gminie Złotów.
W latach 1975–1998 miejscowość administracyjnie należała do województwa pilskiego.